# فریمار
فریمار (به آلمانی: Friemar) یک شهر در آلمان است که در Gotha واقع شده‌است. فریمار ۱٬۱۵۲ نفر جمعیت دارد.